# Annette Wieviorka
Annette Wieviorka (nascida em 1948) é uma historiadora francesa, especialista no holocausto e na história dos judeus no século XX.
Diretora de pesquisa no CNRS, foi membro da Mission d'étude sur la spoliation des Juifs de France, chamada missão Mattéoli.
É irmã de Michel Wieviorka, Sylvie Wieviorka e Olivier Wieviorka.

## Honras
A 6 de novembro de 2001, Annette Wieviorka foi nomeada cavaleira da Legião de Honra.

## Publicações
- L'Écureuil de Chine, Paris, Les presses d'aujourd'hui, 1979 (livro de recordações autobiográfico dobre a sua ida à China de 1974 a 1976) (ISBN 2070293017)
- Ils étaient juifs, résistants, communistes, Denoël, 1986
- Le procès de Nuremberg, Ouest-France/Mémorial de Caen, Rennes, Paris, 1995 (ISBN 2737315778)
- com Jean-Jacques Becker (dir.), Les Juifs de France, Edições Liana Levi, « Histoire », 1998 (ISBN 2867461812)
- Auschwitz expliqué à ma fille, Edições du Seuil, Paris, 1999 (ISBN 2020366991)
- L'Ère du témoin, Hachette, « Pluriel », Paris, 2002. (ISBN 2012790461)
- Déportation et génocide. Entre la mémoire et l'oubli, Hachette, « Pluriel », Paris, 2003.
- Auschwitz, la mémoire d'un lieu, Hachette, « Pluriel », Paris, 2005 (ISBN 2012793029)
- Auschwitz, 60 ans après, Robert Laffont, Paris, 2005 (ISBN 2221102983)
- Juifs et Polonais : 1939 à nos jours, Albin Michel, coll. « Bibliothèque histoire », Paris, 2009 (ISBN 9782226187055)
- Maurice et Jeannette. Biographie du couple Thorez, Fayard, Paris, 2010 (ISBN 9782213654485)

## Filmografia
- 14 récits d'Auschwitz, documentário proposto por Annette Wieviorka, realizado por Caroline Roulet (2005).